# Salems kommun
59°12′N 17°46′Ø / 59.200°N 17.767°Ø
Salem kommune er en kommune der ligger i det svenske län Stockholms län i Uppland. Administrationsby er Rönninge, som er den vestlige del af byen Tumba, som er delt mellem Salems og Botkyrka kommun.
Kommunen beliggende i Storstockholms sydvestlige udkanter mellem Botkyrka kommun, Ekerö kommun og Södertälje kommun, på den nordvestlige del af halvøen Södertörn.
Nord for byen ligger Bornsjön og Bornsjöns naturreservat. Nord derfor ligger Kyrkfjärden, som er en del af udløbet fra Mäleren, mellem Salem og Ekerön.